# Entfernung von der Truppe
Entfernung von der Truppe ist eine Erzählung von Heinrich Böll, die vom 27. Juli bis zum 10. August 1964 in der F.A.Z. vorabgedruckt wurde und im September desselben Jahres in Köln erschien.
1963 erzählt der schwer kriegsbeschädigte Kölner SA-Mann Wilhelm Schmölder seine Geschichte über einige historische Ereignisse, die sich um jenen verhängnisvollen „Nachmittag des 22. September 1938, gegen Viertel nach fünf“ ranken.

## Handlung
Der Text beginnt recht unappetitlich mit Ausflügen „in die fäkalischen Gefilde“. Es geht um das „Scheißetragen“. Dementsprechend riecht der Ich-Erzähler Schmölder, ein in Köln geborener Philologie-Student, der 1938 zu dem Dienst mit dem Spaten abkommandiert ist, auch schlecht. Aus seiner Abneigung gegen das Militär, genauer, gegen seine Repräsentanten, macht er kein Hehl. So hält der „Arbeitsmann“ sich die Vorgesetzten durch einen „Fäkaliengeruchsgürtel“ vom Leibe. Einem Offizier spritzt er das Zeug sogar „aus Versehen“ ins Gesicht.
Zur Erzählzeit, also 1963, ist Schmölders Gattin Hildegard, geb. Bechtold, bereits verstorben, und er hat eine 24-jährige Tochter und ein dreijähriges Enkeltöchterchen. Seine spätere Frau Hildegard hatte Schmölder in jenem Septembertag 1938 kennen und lieben gelernt, kurz nachdem ihn sein Kamerad Engelbert Bechtold, genannt Engel, direkt zur Heirat aufgefordert hatte. Liebe auf den ersten Blick sei es nicht gewesen, und es war alles sehr schnell gegangen.
Die Schwiegermutter hat den neuen Schwiegersohn gern. Immerhin ist sein Vater Kaffeegroßhändler, und die Bechtolds sind arm. Für Schmölders Vater, der 1963 auch noch lebt, bringt die Heirat des Sohnes einen Vorteil. Bekommt er doch mit dem alten Bechtold einen Partner zugeführt, mit dem er für den Rest seines Lebens auf die Nazis schimpfen kann.
Eigentlich geht es Schmölder nicht um Fäkalien, sondern um Liebe und Unschuld. Doch diese beiden großen Themen werden in dem „Erzählwerk“ bestenfalls gestreift. Zum Thema Unschuld oder auch Schuld: Schmölders Schwager Engel stirbt nach einem Missverständnis. Als Engel am 30. Dezember 1939 überlaufen wollte, wird er von einem gegnerischen Posten erschossen. Schmölder selbst kommt zum „SA-Sturm Köln Mitte-Süd“, nachdem er mit seinen Schwägern um die Mitgliedschaft gewürfelt hatte. Einer sollte der Dumme sein, denn der Schwiegervater, ein Schuster, versprach sich von der SA einen Großauftrag. Schriftlich um Aufnahme in die SA aber bittet Schmölder dann als Inhaftierter im Kölner Stadtgefängnis. Er war nach unmäßig langen Flitterwochen (von genau sieben Tagen) während des morgendlichen Brötchenholens im Bäckerladen wegen unerlaubter Entfernung von der Truppe festgenommen worden. Schmölder stellt sich und seine Umgebung als Nazi-Gegner dar und bezeichnet seinen Schritt in Richtung SA als Torheit.

## Selbstzeugnisse
- Böll habe geäußert, Entfernung von der Truppe sei eine „ziemlich autobiographische Erzählung“.[6] Das ist erklärlich – wurde Böll doch im Herbst 1938 zum Arbeitsdienst in ein Lager nahe bei Kassel kommandiert.[7]
- „Daß Menschwerdung dann beginnt, wenn einer sich von der jeweiligen Truppe entfernt, diese Erfahrung gebe ich hier unumwunden als Ratschlag an spätere Geschlechter.“[8]

## Rezeption
- Der Germanist Bernd Balzer[9] stellt Schmölders Schwiegermutter Anna Bechtold als die Heldin des „Erzählwerks“ heraus. Immerhin ist sie weit und breit die einzige resolute Person, wurde von den Nazis zweimal nach Siegburg weggesperrt und unternahm von dort aus zwei – allerdings erfolglose – Fluchtversuche. Anna möchte eigentlich auch gar nicht mit ihrem Ehemann, von dem sie mehrere Kinder hat, verheiratet sein. Der alte Bechtold gehört auch zu denen, die den schwachen Charakter Schmölder ins Unglück stürzen (SA-Mitgliedschaft). Nach dem Kriege findet der Witwer Schmölder lediglich bei Anna Bechtold Halt. Die Schwiegermutter bringt seine Kleider in Ordnung und redet dem Schwiegersohn seinen Lebensplan – mal etwas Neues – ein: Entfernt von der Truppe studieren.
- Jochen Vogt nennt die Erzählung „thematisch altvertraut, formal hochexperimentell – ein Übungsstück… für größere Formate“.[10]
- Claus Nordbruch versteht Schmölder als „personifizierte Möglichkeit, der offiziellen Gesellschaft den Rücken zu drehen“.[11]
- Falkenstein resümiert mit Blick auf den Titel: Es gehe nicht um die Entfernung von der Truppe, sondern „um die Entfernung vom Nachkriegsdeutschland“.[12]
- Herlyn hebt die „Schelmenrolle“ und die Schicksalsergebenheit Schmölders hervor. Böll parodiere in der Erzählung seine Interpreten. Die o. g. fäkalischen Gefilde seien eine Gegenwelt zur Leistungsgesellschaft. Jeder Militärpädagoge will – wie sattsam bekannt – aus dem Zivilisten einen Menschen machen. Der Protagonist nimmt diese Binsenwahrheit in der Satire ernst. Der durch andauernde Fäkaltransporte gedemütigte Schmölder deutet sein Geschick einfach als „Akt der Menschwerdung“ um.[13]
- In Entfernung von der Truppe ist Entfernung zweideutig. Einmal heißt es, von der Truppe abfallen und ein andermal bedeutet es noch, der Vorgesetzte behandelt den Untergebenen wie Abfall.[14]
- Die Erzählung wirke – vor allem durch den Erzählerkommentar – als Farce.[15]
- Nach Jurgensen strebe der überwiegend passive „Verweigerer“ Schmölder nach Dienstuntauglichkeit in der Truppe.[16]